# Le Courrier de la Meuse
Le Courrier de la Meuse, Journal quotidien, religieux, politique, commercial et littéraire (= 'De Maaskoerier, godsdienstig, politiek, commercieel en letterkundig dagblad') was een Franstalige krant te Maastricht, die van 1851-1892 om de veertien dagen verscheen. De krant mag niet worden verward met de Belgische Courrier de la Meuse, een gelijknamige uitgave die met ingang van 1821 in Luik verscheen en werd uitgegeven door de classicus en filosoof Pierre Kersten (1789-1865).

## Geschiedenis
De Maastrichtse Courrier de la Meuse werd uitgegeven door Van Osch-America. Het eerste nummer verscheen op 2 oktober 1851. In 1854 fuseerde het blad met de eveneens Franstalige Journal du Limbourg (= 'Limburgs dagblad') en veranderde de titel in: Courrier de la Meuse, le Journal du Limbourg (= 'De Maaskoerier, Dagblad van Limburg'). Van 1883 tot 1892 ging de krant vergezeld van een Nederlandstalig 'Bijblad van den Courrier'. In 1892 hield het blad op te bestaan. De laatste krant verscheen op 31 december van dat jaar. Daarmee verdween de laatste Franstalige krant uit Nederland.
Op 3 januari 1893 verscheen het eerste nummer van de Nederlandstalige krant Ons Zuiden, Dagblad van Maastricht. Het blad noemde zich de opvolger van de Courrier de la Meuse en Grensbode. Van die laatste krant was eveneens het laatste nummer in 1892 verschenen. Ons Zuiden was geen lang leven beschoren: op 30 december 1894 werd het opgeheven. Vervolgens verscheen in januari 1895 de opvolger, het Dagblad van Maastricht, waarvan het laatste nummer verscheen op 12 november 1897. De opvolger was De Zuid-Limburger, verschenen van 13 november 1897 tot en met 17 maart 1900.

## Inhoud
In Maastricht verschenen in de negentiende eeuw meerdere Franstalige dagbladen, omdat nog veel inwoners in gegoede en middenstandskringen Frans lazen en spraken. In de Maastrichtse Courrier de la Meuse stonden onder meer bijdragen van de dichter Antoine Joseph Théodore Auguste Clavareau. De plaatselijke, conservatief-liberale burgemeester Pyls was omstreeks 1860 de drijvende kracht achter de schermen bij de Courrier de la Meuse, die daarom ook wel de 'Moniteur Pyls' werd genoemd. Tussen 1860 en 1870 voerde Pyls een venijnige politieke pennenstrijd met de eveneens Franstalige, van 1864-1877 verschijnende L'Ami du Limbourg, (= 'De Vriend van Limburg'), de spreekbuis van zijn politieke tegenstander Petrus Regout. In die jaren werd de Maastrichtse Courrier uitgegeven door Charles (Karel) Louis Hubert Hollman-Rutten (1813-1882). Na Hollmans overlijden verloor Pyls zijn greep op het dagblad. Van conservatief-liberaal werd het toen conservatief-reactionair.